# Roger Zelazny
Roger Joseph Zelazny (n. 13 mai 1937, Euclid, Ohio, Statele Unite - d. 14 iunie 1995, Santa Fe, New Mexico) a fost un scriitor american de literatură științifico-fantastică. A scris numeroase nuvele și romane ale genului. A fost foarte apreciat, atât de public cât și de critici, primind premiul Nebula de trei ori și premiul Hugo de șase ori.

## Despre autor
Stan Barets, critic francez, îl caracteriza ca fiind "intelectualul poet al SF-ului, omul care știe despre mitologiile mediteraneene sau scandinave mai mult decât dicționarele"
Scriitorul este mai aproape de science fantasy decât de science fiction-ul propriu-zis. Pentru el "știința este pusă complet între paranteze și servește doar ca decor sau suport tehnologic. Ceea ce-l interesează e problematica umană, cu referire speciala la nemurire, precum și chestiunile legate e vechile mitologii, fie ele egiptene, grecesti sau hinduse." (Jacques Sadoul)
Zelazny, care "în viața de toate zilele este uscat ca un băț și vesel ca un trunchi de copac" (Stan Barets) s-a născut la 13 mai 1937 in Cleveland, Ohio, dintr-o familie cu ascendență poloneză, irlandeză, olandeză și americană. 
A studiat la Western Reserve University, apoi la Columbia University.
Prima lucrare publicata este schița "Passion Play", aparută în Amazing Stories, august 1962, editor Cele Goldsmith.
În aceeași lună (august 1962) publică în "Fantastic Stories" schița "Horseman". Până la sfârșitul anului publica alte 17 lucrări.
Zelazny spune, despre perioada aceasta "Mi-am adunat toate povestirile respinse și-am petrecut o noapte întreagă încercând să-mi dau seama ce anume greșisem. Un lucru m-a izbit în mod deosebit: explicam prea mult. Descriam locuri, evenimente și motivații ale personajelor cu prea multe detalii. Am decis, revăzând acele lucrări care oricum nu mai contau, că și eu m-aș simți ofensat să mi se explice totul, pe atât de multe pagini. Am hotărât, așadar, că trebuie să-l tratez pe cititor așa cum m-aș trata pe mine însumi, că trebuie să evit explicațiile inutile, să folosesc în special referiri indirecte în legătură cu personajele și motivațiile lor - în fine, că e necesar să mă autocenzurez de fiecare dată când simțeam nevoia sa vorbesc prea mult, după ce lucrurile fuseseră deja enunțate." (introducere la povestirea "Passion Play", din volumul antologie-personală The Last Defender of Camelot, Pocket Books, 1980, pag.4)
În octombrie 1963 apare primul succes important al lui Zelazny, nuvela A Rose for Ecclesiastes (Un trandafir pentru Ecleziast).
În 1965 primește premiul Nebula pentru nuvela The Doors of His Face, The Lamp of His Mouth, în care un bărbat și o femeie îndrăgostiți unul de altul fără a vrea să o recunoască, încearcă să captureze un monstru marin semănând cu un cașalot, sperând fiecare, în acest fel să-l facă pe celălalt să-și mărturisească sentimentele. "Dacă vă întrebați unde e SF in toate astea" (spune Jacques Sadoul) "aflați că acțiunea se petrece pe Venus, iar monstrul e un extraterestru. Destul de puțin, recunosc, dar când în 1930 o legiune spațială oarecare (aluzie la The Legion of Space de Jack Williamson) lupta împotriva indigenilor unei planete înarmați doar cu arcuri și săgeți, nu era vorba, pur si simplu, de războiul dus de armata americană împotiva apașilor?" Asocierea, trebuie sa o spunem, este forțată, întrucât nuveleta lui Zelazny depășește sensibil simpla transformare în termeni SF a unor conflicte din perioada Frontierei americane. Oricum însă, pentru a spulbera orice îndoială asupra talentului și posibilităților sale, Zelazny își ajudecă în anul următor premiul Hugo pentru romanul Nemuritorul, la egalitate cu Dune a lui Frank Herbert.
Povestea din Nemuritorul este aceeași cu multe alte opere similare made în U.S.A.. Apărut inițial în chip de nuvelă cu titlul ...And Call Me Conrad în revista F&SF, oct.-nov. 1965), romanul "sparge" toate pariurile literare, obținând unul din cele mai râvnite trofee ale SF-ului mondial, nu atât prin idee, cât mai ales prin tratarea literară si finalul absolut surprinzător. Zelazny reînvie o lume de mult apusă, deși situată în viitor, paradoxul fiind numai aparent, deoarece, dacă e sa-l credem pe Arnold J. Toynbee în "Orașele în mișcare", istoria se repetă continuu, chiar dacă de fiecare dată pe alte coordonate.
Ce se întâmplă totuși în acest roman? Este vorba de Conrad, a cărui pretenție este "Și spune-mi Conrad", dar este evident că nu-l cheamă așa: unii spun că a fost eliberatorul Pământului, alții pretind ca e Karaghiosis asasinul, alții că ar fi marele zeu Pan. Pentru moment, Conrad trebuie să servească drept ghid unui trimis al planetei Vega, Cort Mysthigo, ducându-l să viziteze minunile Greciei și ale Egiptului antic. De această vizita va depinde, poate, locul Terrei în ansamblul planetelor Galaxiei. Dar scopurile emisarului vegan nu sunt cele bănuite a fi, iar rolul pe care el îl rezervă lui Conrad și soției sale, Cassandra, provoacă cititorilor o surpriză de proporții. (Jacques Sadoul).

## Opere

### Cronicile Amberului
Primele cinci cărți descriu aventurile Prințului Corwin din Amber.
- 1970 Nine Princes in Amber

ro. 1994: Editura Olimp, Nouă prinți din Amber (Traducere Eugen Cristea), ISBN 973-9180-11-6
ro. 2007: Editura Tritonic, Nouă prinți din Amber (Traducere Eugen Cristea), ISBN 978-973-733-121-2
- 1972 The Guns of Avalon

ro. 2007: Editura Tritonic, Armele din Avalon (Traducere Eugen Cristea), ISBN 978-973-733-122-9
- 1975 Sign of the Unicorn

ro. 2007: Editura Tritonic, Semnul unicornului (Traducere Eugen Cristea), ISBN 978-973-733-147-2
- 1976 The Hand of Oberon

ro. 2007: Editura Tritonic, Mâna lui Oberon (Traducere Eugen Cristea), ISBN 978-973-733-179-3
- 1978 The Courts of Chaos

ro. 2007: Editura Tritonic, Curțile Haosului (Traducere Eugen Cristea), ISBN 978-973-733-185-4
A doua serie relatează povestea fiului lui Corwin, Merlin (Merle), un vrăjitor și un expert în calculatoare.
- 1985 Trumps of Doom - câștigător al premiului Locus Fantasy, 1986[24]

ro. 2008: Editura Tritonic, Atuurile morții (Traducere Eugen Cristea), ISBN 978-973-733-222-6
- 1986 Blood of Amber - nominalizat la premiul Locus Fantasy, 1987[25]

ro. 2008: Editura Tritonic, Sângele din Amber (Traducere Eugen Cristea), ISBN 978-973-733-225-7
- 1987 Sign of Chaos - nominalizat la premiul Locus Fantasy, 1988[26]

ro. 2008: Editura Tritonic, Semnul Haosului (Traducere Eugen Cristea), ISBN 978-973-733-244-8
- 1989 Knight of Shadows

ro. 2008: Editura Tritonic, Cavalerul umbrelor (Traducere Eugen Cristea), ISBN 978-973-733-245-5
- 1991 Prince of Chaos

ro. 2008: Editura Tritonic, Prințul Haosului (Traducere Eugen Cristea), ISBN 978-973-733-246-2
Zelazny a mai scris câteva povestiri a căror acțiune se petrece în universul Amber. Aranjate în ordinea indicată de Zelazny, acestea includ:
- 2005 "A Secret of Amber" [fragment scris împreună cu Ed Greenwood între 1977 și 1992,[27] publicat în Amberzine #12-15]
- 1985 "Prolog to Trumps of Doom"
- 1994 "The Salesman's Tale"
- 1995 "Blue Horse, Dancing Mountains"
- 1994 "The Shroudling and The Guisel"
- 1995 "Coming to a Cord"
- 1996 "Hall of Mirrors"

Ultimele cinci povestiri formează o singură poveste, a cărei acțiune are loc după Prince of Chaos.
Toate cele 10 romane au fost publicate într-un singur volum sub numele de The Great Book of Amber, iar șase dintre cele șapte povestiri au fost adunate în volumul Manna from Heaven. O scenă de sex scoasă din The Guns of Avalon, a fost publicată în The Collected Stories of Roger Zelazny, Volume 3: This Mortal Mountain Arhivat în 10 iulie 2010, la Wayback Machine. în timp ce toate cele șapte povestiri apar în volumele 5 și 6 din The Collected Stories of Roger Zelazny Arhivat în 9 octombrie 2011, la Wayback Machine..
Zelazny a colaborat și la The Visual Guide to Castle Amber (1988), care conține detalii biografice ale personajelor din Amber, precum și un ghid detaliat al Castelului Amber. Cartea a fost scrisă de Neil Randall, fiind ilustrată de Todd Cameron Hamilton și James Clouse.
John Betancourt a scris o serie de romane a căror acțiune se petrece în universul Amber. Seria lui Betancourt redă povestea tatălui lui Corwin, Oberon. Acțiunea are loc cu câteva secole înainte de Nine Princes in Amber.
Un joc pe calculator interactiv, bazat pe Nine Princes in Amber, a fost lansat de Telarium în 1987. Seria Amber a inspirat și un RPG intitulat Amber Diceless Roleplaying, publicat de Phage Press.

### Alte romane și nuvele
- This Immortal (1966) (apărut inițial sub formă de serial în 1965, sub numele de ...Și spune-mi Conrad, preferat de autor) - câștigător al premiului Hugo, 1966[28]

ro. Nemuritorul (Traducere Ștefan Ghidoveanu) - Editura Pygmalion 1994, ISBN 973-96463-9-5
- The Dream Master (1966) (dezvoltarea nuvelei "He Who Shapes" (1965) care a fost retipărită în Science Fiction Origins (1980), ISBN 0-445-04626-0; filmul Dreamscape se bazează pe ideea lui Zelazny din "He Who Shapes"/The Dream Master, dar el nu a fost implicat în proiect.)[29]
- Lord of Light (1967) - nominalizat la premiul Nebula, 1967[30]; câștigător al premiului Hugo, 1968[31]

ro. Domn al luminii (Traducere Mircea Ștefancu) - Editura Nemira 1995, ISBN 973-9177-42-x
ro. Lordul luminii (Traducere Mircea Ștefancu) - Editura Nemira 2006, ISBN 978-973-569-865-2
- Creatures of Light and Darkness (1969)
- Isle of the Dead (1969) - nominalizat la premiul Nebula, 1969[32]
- Damnation Alley (1969) (pe care se bazează filmul omonim)

ro. Drumul iadului (Traducere Mihai-Dan Pavelescu) - Editura Teora 1994, ISBN 973-601-157-7
- Jack of Shadows (1971) - nominalizat la premiul Hugo și Locus SF, 1972[33]
- Today We Choose Faces (1973)
- To Die in Italbar (1973) (în care apare și Francis Sandow din Isle of the Dead)
- Doorways in the Sand (1976) - nominalizat la premiul Nebula, 1975[34]; nominalizat la premiul Hugo, 1976[35]
- Bridge of Ashes (1976)
- My Name is Legion (1976) (considerat un roman în trei părți, sau o culegere de trei povestiri)
- Roadmarks (1979)
- Changeling (1980) - nominalizat la premiul Locus Fantasy, 1981[36]
- Madwand (1981) (continuare la Changeling)
- The Changing Land (1981) - premiul Locus Fantasy 1982[37]
- Dilvish, the Damned (1982) (o culegere de povestiri care formează un roman, a cărui acțiune are loc înaintea evenimentelor din The Changing Land)
- Eye of Cat (1982)
- A Dark Traveling (1987)
- Wizard World (1989) (set care conține Changeling și Madwand)
- Here There Be Dragons (1992) (scris în 1968/69 și ilustrat de Vaughn Bodé; publicarea a fost amânată până în 1992)
- Way Up High (1992) (scris în 1968/69 și ilustrat de Vaughn Bodé; publicarea a fost amânată până în 1992)
- A Night in the Lonesome October (1993) (ilustrat de Gahan Wilson) - nominalizat la premiul Nebula, 1994[38]
- The Dead Man's Brother (2009) (roman polițist/thriller finalizat în 1971 și publicat în 2009)

### Colaborări
- Zeul mâniei (1976) (cu Philip K. Dick)
- Coils (1982) (cu Fred Saberhagen):
- The Black Throne (1990) (cu Fred Saberhagen):
- The Mask of Loki (1990) (cu Thomas T. Thomas)
- The Millennial Contest series (cu Robert Sheckley):
  - Bring Me the Head of Prince Charming (1991)
  - If at Faust You Don't Succeed (1993)
  - A Farce to Be Reckoned With (1995)
- Flare (1992) (cu Thomas T. Thomas)
- Wilderness (1994) (cu Gerald Hausman)
- Psychoshop (1998) cu Alfred Bester (Romanul a fost finalizat de Zelazny în 1995. Manuscrisul lui Bester The Psycho Hockshop se oprea în mijlocul unei propoziții la pagina 92 (cu aproximativ 30-40 de pagini înainte de finalul cărții), iar câteva pagini anterioare acesteia lipseau)[27]

### Colaborări postume
Două cărți începute de Zelazny au fost finalizate de Jane Lindskold după moartea lui:
- Donnerjack (1997)
- Lord Demon (1999)

Jocul pe calculator Chronomaster (dezvoltat de DreamForge Intertainment, publicat de IntraCorp în 1996) a fost proiectat de Zelazny și Jane Lindskold (care l-a și finalizat după moartea lui).

### Culegeri de povestiri
- Four for Tomorrow (1967)
- A Rose for Ecclesiastes (Un trandafir pentru Ecleziast , 1969) (ediția britanică hardcover a cărții Four for Tomorrow)
- The Doors of His Face, The Lamps of His Mouth, and Other Stories (1971)
- My Name is Legion (1976)
- The Illustrated Roger Zelazny (1978) (conținutul edițiilor hardcover și paperback diferă)
- The Last Defender of Camelot (1980) (ediție de buzunar)
- The Last Defender of Camelot (1981) (conține 4 povestiri care nu apar în ediția de buzunar)
- Alternities #6 (1981) (număr special dedicat în întregime lui Zelazny, conținând povestiri inedite și poezii)
- Dilvish, the Damned (1982)
- Unicorn Variations (1983)
- Frost & Fire (1989)
- The Graveyard Heart/Elegy for Angels and Dogs (1992) (cu Walter Jon Williams, conținând continuarea lui Williams la povestirea lui Zelazny)
- Gone to Earth / Author's Choice Monthly #27 (Pulphouse, 1992)
- The Last Defender of Camelot (ibooks, 2002) (are același nume ca și o culegere anterioară, dar conținutul diferă)
- Manna from Heaven (2003)
- The Doors of His Face, The Lamps of His Mouth, and Other Stories (ibooks, 2005) (cuprinde în plus două povestiri din Four for Tomorrow)
- The Collected Stories of Roger Zelazny Arhivat în 9 octombrie 2011, la Wayback Machine. (NESFA Press, 2009) (Această retrospectivă în 6 volume conține toate povestirile, nuvelele, nuveletele și poeziile, inclusiv opere nepublicate anterior, o biografie ["...And Call Me Roger": The Literary Life of Roger Zelazny], note ["A Word from Zelazny"] și adnotări la text)[39]
  - Volume 1: Threshold
  - Volume 2: Power & Light
  - Volume 3: This Mortal Mountain
  - Volume 4: Last Exit to Babylon
  - Volume 5: Nine Black Doves
  - Volume 6: The Road to Amber

### Culegeri de poezii
- Poems (1974)
- When Pussywillows Last in the Catyard Bloomed (1980)
- To Spin is Miracle Cat (1981)
- Hymn to the Sun: An Imitation (1996, adunată de Zelazny, dar publicată după moartea lui)
- The Collected Stories of Roger Zelazny Arhivat în 9 octombrie 2011, la Wayback Machine. (NESFA Press, 2009) (conține toate poeziile sale, inclusiv cele nepublicate anterior)

### Ediții ieftine
- Poems (1974)
- The Bells of Shoredan (Underwood-Miller, 1979)
- For a Breath I Tarry (Underwood-Miller, 1980)
- A Rhapsody in Amber (Cheap Street, 1981)
- The Last Defender of Camelot (Underwood-Miller, 1981) (doar povestirea)
- The Bands of Titan / A Freas Sampler / A Dream of Passion (Ad Astra, 1986)
- The Doors of His Face, The Lamps of His Mouth (Pulphouse, 1991) (doar povestirea)
- And the Darkness is Harsh (Pretentious Press, 1994)
- The Last Defender of Camelot (Subterranean, 2003) (povestirea lui Zelazny și adaptarea lui George R. R. Martin pentru Twilight Zone)

### Antologii
- Thurban 1, issue #3, 1953 (Zelazny a fost editor asistent; conține prima parte a povestirii lui Zelazny "Conditional Benefit")
- Senior Scandals (Euclid Senior High, 1955) (editat de Zelazny în colaborare cu Carl Yoke)
- Nebula Award Stories Three (Doubleday, 1968)
- Nozdrovia #1, 1968 (editat împreună cu Richard Patt)
- Forever After (Baen, 1995)
- Warriors of Blood and Dream (AvoNova, 1995)
- Wheel of Fortune (AvoNova, 1995)
- The Williamson Effect (Tor, 1996)

Zelazny a contribuit și la antologia Wild Cards editată de George R. R. Martin.
Zelazny a creat seria de romane Alien Speedway (Clypsis de Jeffrey A. Carver, Pitfall și The Web de Thomas Wylde) care a apărut între 1986-87. Propria lui povestire "Deadboy Donner and the Filstone Cup" pare să fie inspirată de ideea pentru Alien Speedway.
Zelazny a creat și editat antologia Forever After, care conținee interludii scrise de Roger pentru a lega povestirile. Ea include povestiri scrise de Robert Asprin, David Drake, Jane Lindskold, și Michael A. Stackpole. Forever After a fost publicată postum de Baen Books.
După moartea lui Zelazny, a fost lansată o antologie omagială intitulată Lord of the Fantastic. Ea conține povestiri inspirate de Zelazny, precum și amintiri ale celor care au participat la ea, printre care se numără Robert Silverberg, Fred Saberhagen, Jennifer Roberson, Walter Jon Williams, Gregory Benford și mulți alții.

## Premii
Din numeroasele sale opere nominalizate la diferite premii de science-fiction, Roger Zelazny a câștigat în decursul carierei 6 Premii Hugo, 3 Premii Nebula, 2 Premii Locus, 1 Premiu Apollo, 2 Premii Seiun și 2 Premii Balrog - lucrările sale concurând adeseori între ele pentru același premiu. 

### Premiul Hugo
- 24 Views of Mt. Fuji, by Hokusai (Nuvelă, 1986)
- Home Is the Hangman (Nuvelă, 1976)
- Lord of Light (Roman, 1968)
- Permafrost (Roman scurt, 1987)
- This Immortal, numită inițial And Call Me Conrad (Roman, 1966)
- Unicorn Variation (Roman scurt, 1982)

### Premiul Nebula
- The Doors of His Face, the Lamps of His Mouth (Roman scurt, 1965)
- He Who Shapes (Nuvelă, 1965)
- Home is the Hangman (Nuvelă, 1975)

### Premiul Locus
- Trumps of Doom (Roman fantastic, 1986)
- Unicorn Variations (Antologie, 1984)

### Premiul Apollo
- Isle of the Dead (Insula morților) (1972)

### Premiul Seiun
- This Immortal (1976)
- Unicorn Variation (1984)

### Premiul Balrog
- The Last Defender of Camelot (Ficțiune scurtă) (1980)
- Unicorn Variations (Antologie, 1984)